# Kaplica Archanioła Gabriela w Tarnobrzegu

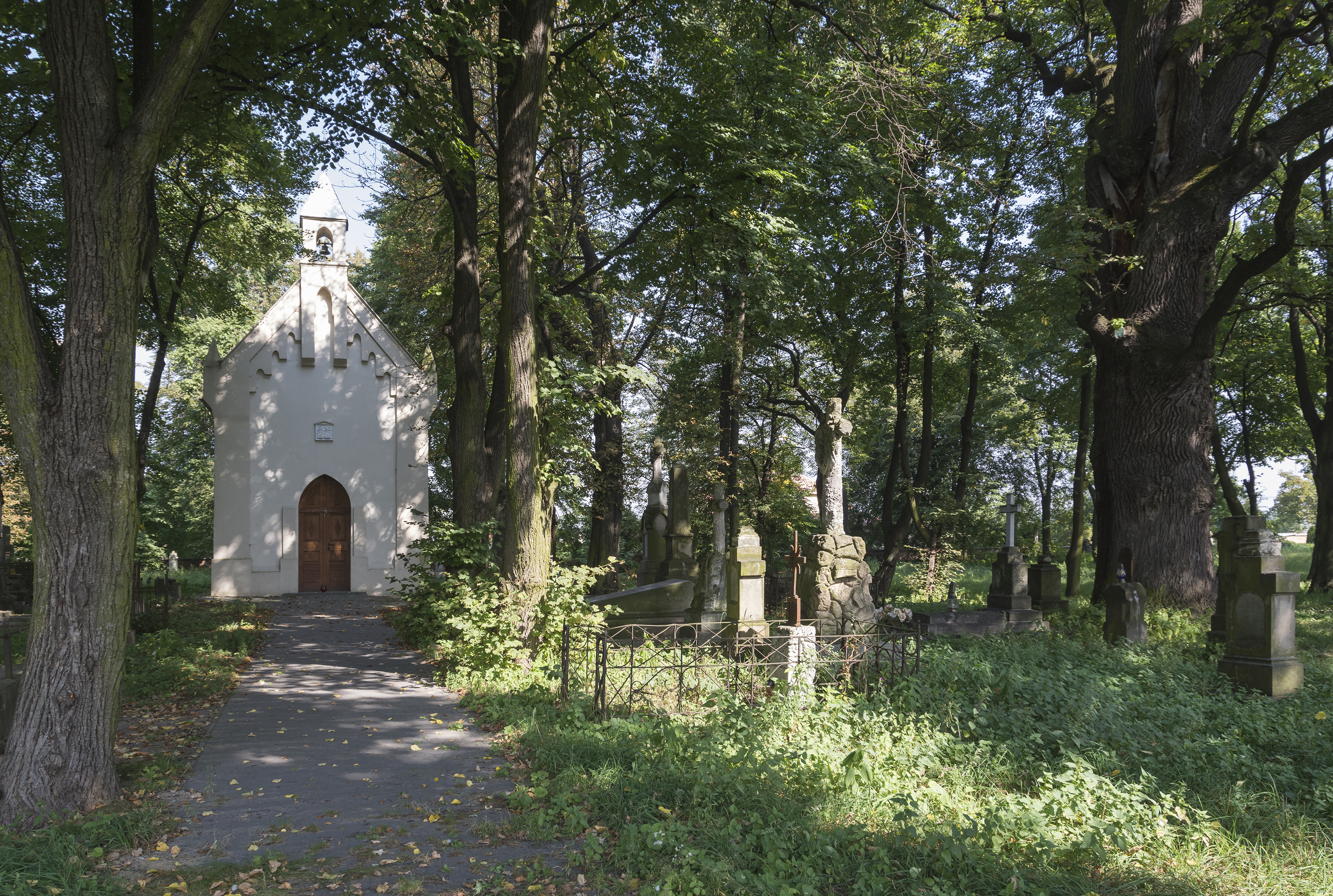

Kaplica Archanioła Gabriela w Tarnobrzegu – wybudowana w 1881 r. neogotycka kaplica. Znajduje się na terenie cmentarza na Piaskach w Miechocinie. Kaplicę cmentarną ufundowali w 1881 roku Seweryn Stawarski (były dziedzic dóbr w Machowie) i Jan Tarnowski (dziedzic dóbr w Dzikowie). Na utrzymanie kaplicy Seweryn Stawarski wyznaczył 100 guldenów austriackich, które po pierwszej wojnie światowej, na skutek dewaluacji, straciły na wartości. Kaplica od kilkudziesięciu lat nie odnawiana.